# 조이 루스먼

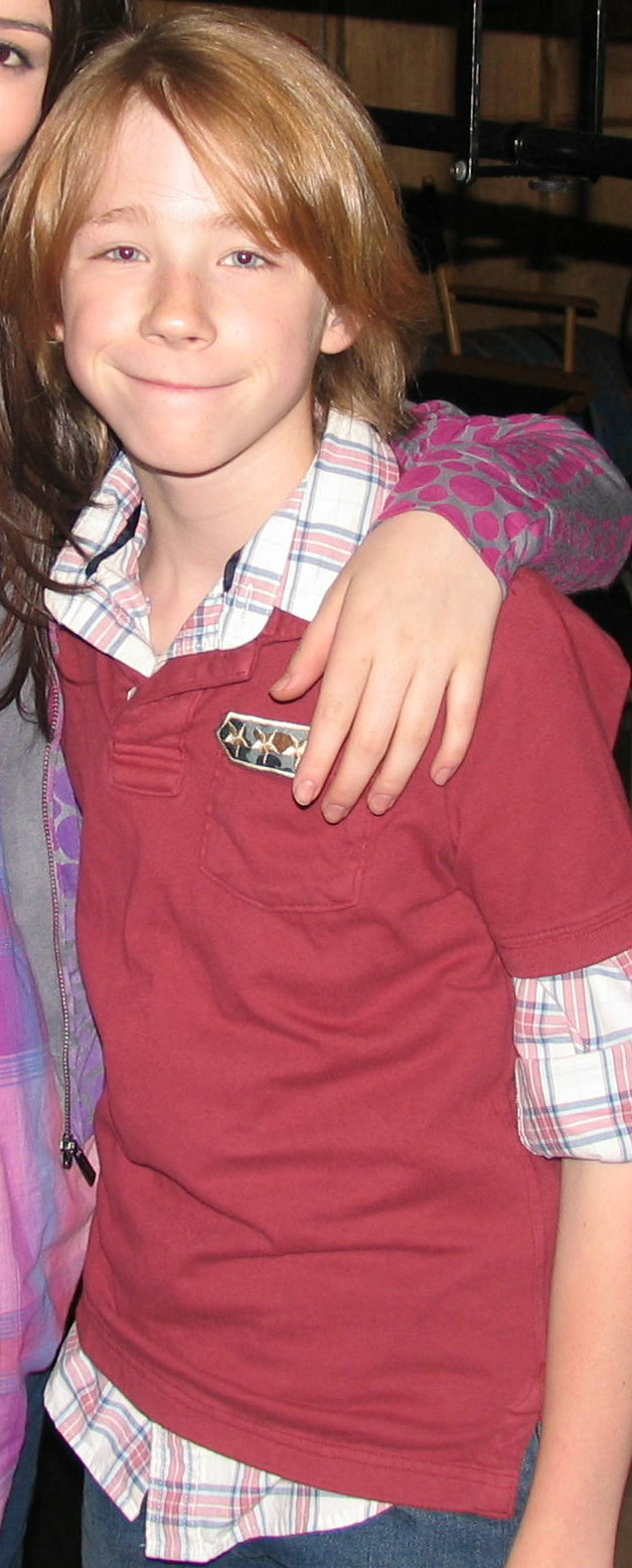

조이 루스먼(Joey Luthman, 1997년 1월 14일 ~ )은 미국의 배우이다.
데이턴에서 태어났다.

## 출연 작품

### 텔레비전
- 위즈 (2008)
- 프라이빗 프랙티스 (2008-9)
- 아이칼리 (2009)
- 포가튼 (2010)
- 선택당한 자 (2013, CH:OS:EN)

### 영화
- 아메리칸 캐롤 (2008, An American Carol)
- King of the Cardboard People (2008) - 단편
- 포겟 미 낫 (2009, Forget Me Not)
- 미스 마치 (2009)
- Mad Dog and the Flyboy (2010) - 빌리 톰슨 역 (단편)
- 키싱 스트레인저스 (2010, Kissing Strangers) - 시드니 역
- 파인더스 키퍼스 (2014, Finders Keepers)
- 몬스터스 (2015, Monsters) - 단편